# Картопля по-уланівськи
Картопля по-уланівськи — страва з картоплі із часниковим соусом, яку у 1947 році вигадала українська кухарка Глафіра Дорош із села Уланів Вінницької області.

## Історія
Глафіра Дорош працювала кухарем у місцевому кафе «Українка». Якось у закладі готували картоплю, фаршировану м'ясом. Залишилися дрібні картоплини, які Глафіра Василівна вирішила приготувати для кухарів, порізала та кинула їх у котел з олією, де готувалася основна страва. Поруч стояла часникова підливка до пиріжків з горохом, і кухар полила нею картоплю. Так у меню кафе з'явилася нова страва. Порція коштувала 6 копійок. Страва стала відомою завдяки журналісту, який відвідав кафе й опублікував матеріал про картоплю.
Листи з проханням поділитися рецептом стали приходити Глафірі Василівні з усього Радянського Союзу. Страву почали готувати у радянських ресторанах. Пізніше картопля по-уланівськи навіть з'явилася в меню ресторанів інших країн. 11 листопада 1965 року Глафірі Дорош у Москві вручили орден Трудового Червоного Прапора. За день до цього вона в одному зі столичних ресторанів при журналістах приготувала свою знамениту страву.
Глафіра Василівна Дорош — єдиний орденоносець СРСР, яка отримала нагороду за кулінарний винахід. З 1966 Глафіра Василівна — депутат Вінницької обласної Ради народних депутатів.
У селі Уланів було відкрито невеличкий музей Глафіри Василівни Дорош, а 21 серпня 2021 року проведено фестиваль «Картопля по-уланівськи».

## Приготування
Картоплю почистити від шкірки. Бульби невеликого розміру залишити цілими, великі можна розрізати на дві-чотири частини. Покласти в чавунний посуд в розпечену олію. Олія повинна повністю або майже повністю покривати картоплю. Вийняти, коли картопля стане золотистою: має бути м'якою всередині і хрусткою зовні. Почекати декілька хвилин, аби вона трохи охолонула, і приправити часниковим соусом, який складається з великої кількості часнику, перетертого з сіллю та залитого кількома ложками соняшникової олії.